# Volver (canal de televisión)
Volver es un canal de televisión por suscripción argentino dedicado a la transmisión de archivos de cine y televisión en Argentina.

## Historia
Fue fundado el 1 de agosto de 1994. Su programación de 24 horas emite películas, telenovelas, telecomedias, series, documentales, programas musicales y ciclos especiales que marcaron una época en la televisión argentina.
Produce algunos de sus programas, como El acomodador, Volver rock, Puerta V, Rock del país, Volverte a ver, Volver tango, Ruta Volver, Volver a cantar, Volver pregunta, Desafío Volver, 1002 momentos de la TV, El gran álbum de la tele y Volver a jugar (el programa que pone a prueba, el honor de tu familia).
Volver alcanzó desde su creación el rechazo de gran parte de los autores del material emitido, por violar las normas administrativas de pago de regalías. Recién, en 2010 comenzó a cumplir las leyes de copyright de Argentina. Su objetivo principal es recuperar y mejorar en calidad y sonido los materiales audiovisuales que formaron parte de la historia televisiva y cinematográfica argentina.
Inició su operación con 150 películas nacionales recuperadas. 14 años después cuenta con 1700 películas argentinas y más de 35 mil horas de programación televisiva, convirtiéndose en el mayor archivo televisivo del país. La señal alcanza más de 500 sistemas de televisión por cable de Argentina.
En 2007, vuelve a producir «Volver rock», en homenaje a los 40 años del rock nacional.
En 2009, según sus propios avisos, el canal iba a cerrar. Artear explicó que esto ocurriría por las nuevas disposiciones legales de la Ley de medios, aunque en ninguno de sus avisos se profundizó sobre el tema, lo que dio a entender que probablemente las razones fueran políticas y que su desaparición sería por otros motivos, como el haber dejado de ser rentable.
En agosto de 2014, como parte de su adecuación a la Ley de Servicios de Comunicación Audiovisual, el Grupo Clarín decide vender sus acciones pertenecientes a la empresa IESA (Inversora de Eventos S.A.). Fueron vendidas al fondo inversor norteamericano 34 South Media LLC. Antes de su venta, el canal fue agregado a IESA, propiedad hasta entonces de Artear. 
En ese mismo año, cuando el canal Volver cumplió 20 años, renovó su logo otra vez además que su logo y diseño.
En junio de 2015, Volver comenzó a transmitir novelas extranjeras en su programación y cambió de nombre a Viva Volver, con un cambio de gráficas y de logo.
En marzo de 2016, Volver volvió a transmitir su programación habitual y volvió a su antiguo nombre.
El 1 de agosto de 2019 Volver cumplió 25 años.
El 7 de enero de 2023 murió Walter Sequeira, el fundador del canal se desempeñó como director del departamento fílmico de Artear desde 1990 hasta 2015.

## Galardones

### Premios Fund TV
- 1996 - Mención especial de APTRA / Ciclo de películas argentinas
- 1997 - Premio Fund TV / Mejor publicidad institucional / Aviso cine subtitulado
- 1997 - Lápiz de oro / Mejor comercial de radio /Aviso radial de Pobre Clara
- 1997 - The New York Festivals - Medalla de bronce categoría Talk / Interview:El acomodador
- 1998 - Broadcast Designers Asociation (Toronto) - Medalla de bronce / Separadores Especies en extinción
- 1998 - Premio Fund TV / Mejor programa de Interés General: El acomodador
- 1998 - Premio Martín Fierro cable / Rubro interés general El acomodador
- 2002 - Premios Broadcasting / Mención especial en la entrega de los premios al Canal Volver por su compromiso con la radiodifusión
- 2003 - Fund TV reconoce a Volver por preservar y difundir el cine y la televisión Argentina
- 2007 - Fund TV reconoce a Volver por el cine subtitulado para hipoacúsicos.
- 2010 - Mención de APTRA por los 16 años de Volver.
- 2011 - Premio Martín Fierro cable / Rubro juegos y entretenimientos: Volver pregunta
- 2012 - Premio Martín Fierro cable / Rubro juegos y entretenimientos: Volver a cantar
- 2013 - Premio Martín Fierro cable / Rubro juegos y entretenimientos: Volver pregunta
- 2014 - Premio Fund TV / Mención de honor: Volver pregunta
- 2015 - Premio Fund TV / Mención de honor: Destapando la historia
- 2017: Premio Fund TV / Volver tango
- 2018: Premio Fund TV / Volver pregunta Mundial